# Синдикат французьких кінокритиків
Синдикат французьких критиків кіно та телебачення (фр. Syndicat Français de la Critique de Cinéma et des Films de Télévision; до 2004 року Асоціація французьких критиків кіно (фр. Syndicat Français de la Critique de Cinéma – SFCC)) — професійне об'єднання письменників і журналістів, які працюють у кінематографі та телевізійній індустрії. Діяльність об'єднання спрямована на сприяння свободи критики та підтримки кіновиробництва за допомогою різних заходів.

## Історія та діяльність
Організація була заснована 9 березня 1947 як Асоціація французьких критиків кіно (фр. Association Française de la Critique de Cinéma, AFCC). 1981 року вона була перетворена в професійну асоціацію під назвою Синдикат французьких критиків кіно (фр. Syndicat Français de la Critique de Cinéma, SFCC). 2004 року на знак визнання роботи членів об'єднання в телевізійній індустрії офіційну назву було змінено на Синдикат французьких критиків кіно та телебачення (фр. Syndicat Français de la Critique de Cinéma et des Films de Télévision), хоча організація відоміша сьогодні під скороченою назвою. Штаб-квартира організації знаходиться в Парижі.
Синдикат, до якого входить понад 260 членів, діє також як національна секція Міжнародної федерації кінопреси (ФІПРЕССІ). У співпраці з ФІПРЕССІ організація делегує журналістів SFCC до складу журі на міжнародних кінофестивалях. З 1962 році SFCC проводить на Міжнародному кінофестивалі в Каннах Тиждень критиків (з 2008 року — Міжнародний тиждень критиків), перший паралельний конкурс (секція) фестивалю, спрямований на відкриття нових талантів. Найпрестижніша нагорода в секції — Гран-прі Тижня критиків.

## Нагороди синдикату
Досягнення французького і міжнародного кіно визнаються Синдикатом французьких кінокритиків, зокрема, шляхом присудження спеціальних нагород. 
У 1947 році на честь французького кінорежисера Жоржа Мельєса (1890–1964) було засновано Приз Жоржа Мельєса, який тепер присуджують як Приз Французького синдикату кінокритиків за найкращий французький фільм.
З 1967 році присуджують Приз Французького синдикату кінокритиків за найкращий іноземний фільм, який було засновано як Приз Леона Муссінака, на честь французького кінокритика Леона Муссінака (1890–1964).
3 2005 року Синдикат французьких кінокритиків проводить нагородження Телевізійним призом за найкращі телевізійні художні та документальні роботи.